# Franz Rabel
Franz Rabel (* 18. September 1803 in Wien; † 20. August 1847 ebenda) war ein österreichischer Pianist. 

## Leben
Franz Rabel war Sohn des Organisten Joseph Rabel, der an der Wiener Minoritenkirche wirkte. Er wurde ein Schüler von Joseph Czerny und gab als Klaviervirtuose Konzerte in Leipzig, Frankfurt am Main, Lemberg und Wien. Rabel galt als einer der gefragtesten Klavierlehrer in Wien. 